# Ветра зимы (Игра престолов)
«Ветра зимы» (англ. The Winds of Winter) — десятый и финальный эпизод шестого сезона фэнтезийного сериала канала HBO «Игра престолов», 60-й во всём сериале. Сценарий к эпизоду написали создатели сериала Дэвид Бениофф и Д. Б. Уайсс, а режиссёром стал Мигель Сапочник. Премьера состоялась 26 июня 2016 года.
«Ветра зимы» получили всеобщее признание от критиков, которые назвали их одним из лучших эпизодов, когда-либо снятых на телевидении. Критики похвалили сюжет уничтожения Великой Септы в Королевской Гавани, месть Арьи Фреям, провозглашение Джона королём Севера, развязку флешбэка в Башне Радости и отметили завершение эпизода, где Дейенерис отправляется в Вестерос. В США эпизод собрал у экранов 8,89 миллиона зрителей, что делает его самым просматриваемым эпизодом шоу на сегодняшний день. Он был номинирован на несколько прайм-таймовых премий «Эмми», включая Лину Хиди, которая выбрала этот эпизод, чтобы поддержать свою актёрскую номинацию.

## Сюжет

### В Королевской Гавани
В день суда над Серсеей (Лина Хиди) и Лорасом (Финн Джонс) Его Воробейшество (Джонатан Прайс) и многие придворные собираются в Великой Септе Бейелора. Лораса приводят первым. Он признаётся в своих грехах, отказывается от своего имени, притязаний на Хайгарден и просит позволить присоединиться к служителям веры. Серсея же не появляется, и Его Воробейшество отправляет Ланселя привести её. Между тем Квиберн (Антон Лессер) заманивает Пицеля (Джулиан Гловер) в свою комнату и командует «пташкам» убить великого мейстера. Лансель следует за одним из «пташек» в подземелья под септой. Там он обнаруживает огромные запасы «дикого огня» и догорающие свечи рядом, но получает удар ножом в спину от ребёнка, за которым гнался. Внутри Септы Маргери (Натали Дормер), заподозрив неладное, пытается вместе с Лорасом вырваться из здания, но Святое Воинство блокирует двери. «Дикий огонь» воспламеняется и полностью уничтожает Великую септу, убивая всех, кто был внутри, включая Ланселя, Его Воробейшество, Маргери, Лораса, Мейса Тирелла (Роджер Эштон-Гриффитс) и Кивана Ланнистера (Иэн Гелдер).
Септа Унелла (Ханна Уэддингем) оказывается в подземелье Красного Замка. Серсея признаётся ей во всем, что совершила, и отдаёт её на пытки Грегору Клигану (Хафтор Юлиус Бьёрнссон). Томмен (Дин-Чарльз Чэпмен), которого силой заставили остаться в своих покоях, становится свидетелем взрыва и кончает жизнь самоубийством, шагнув из окна. Когда Квиберн спрашивает Серсею, что делать с телом короля, Серсея приказывает его сжечь, а прах захоронить в том месте, где стояла Великая Септа Бейлора.
Джейме (Николай Костер-Вальдау) и Бронн (Джером Флинн) возвращаются из Речных Земель и потрясены, увидев дымящиеся развалины Великой Септы. По прибытии в Красный Замок Джейме наблюдает за коронацией Серсеи королевой Семи Королевств и назначением Квиберна её Десницей.

### В Винтерфелле
Давос (Лиам Каннингем) входит в трапезный зал и бросает Мелисандре (Кэрис ван Хаутен) обожжённую фигурку оленя. Мелисандра признаётся, что Ширен (Керри Инграм) сожгли заживо, чтобы выполнить волю Владыки Света, и что ни Станнис (Стивен Диллэйн), ни его жена Селиса (Тара Фицджеральд) не возражали против этой жертвы. Давос просит разрешение у Джона (Кит Харингтон) казнить Мелисандру за её преступления, но красная жрица говорит, что она может пригодиться в грядущей войне против Белых Ходоков. Джон изгоняет Мелисандру с Севера, угрожая казнить её, если она вернётся. Джон и Санса (Софи Тёрнер) обсуждают, кто из них будет руководить объединившимися силами Старков, и что они должны доверять друг другу.
Некоторое время спустя Мизинец (Эйдан Гиллен) находит Сансу в богороще. Он раскрывает, что его конечная цель состоит в захвате Железного Трона, и Санса должна быть его королевой. Он пытается поцеловать Сансу, но она отталкивает его и уходит.
Позже Джон собирает северных лордов, рыцарей Долины и одичалых. Лианна Мормонт (Белла Рамзи) обвиняет нескольких северных лордов в том, что они не откликнулись на призыв Старков о помощи и называет Джона королём Севера, ведь несмотря на то, что он бастард, в его жилах течёт кровь Эддарда Старка. Лорды Севера соглашаются с ней и провозглашают Джона новым королём.

### В Близнецах
Уолдер Фрей (Дэвид Брэдли) празднует повторный захват Риверрана с Ланнистерами. Лорд Переправы говорит Джейме, что они похожи, ибо оба убили своих королей. Джейме напоминает Уолдеру, что Фреи являются правителями только благодаря войскам Ланнистеров, и покидает застолье.
Некоторое время спустя Уолдер, ужиная в одиночестве, требует у подносящей еду служанки позвать его сыновей Лотара Фрея (Дэниел Туит) и Чёрного Уолдера (Тим Плестер). Девушка указывает лорду на пирог: его дети мертвы, а их мясо послужило начинкой. Служанка снимает лицо и оказывается Арьей Старк (Мэйси Уильямс). Она перерезает Фрею горло.

### В Староместе
Сэм (Джон Брэдли) вместе с Лилли (Ханна Мюррей) прибывает в Старомест, чтобы стать мейстером. Поскольку Цитадель не получала никаких известий о смерти Джиора Мормонта и мейстера Эймона, Сэм должен будет встретиться с самим архимейстером. До этого Сэм может только осмотреть библиотеку: огромную башню, наполненную множеством книжных шкафов и полок. Тем временем Цитадель отправляет бесчисленное количество белых воронов, чтобы сообщить всем о приходе зимы.

### В Дорне
Оленна (Дайана Ригг), оплакивающая смерть своей семьи, встречается с Элларией (Индира Варма) и Песчаными Змейками. Они обсуждают возможность союза против Ланнистеров, который, как считает Эллария, даст Оленне шанс на выживание. Оленна с горечью говорит, что ей нужно не выживание, так как её сын и внуки погибли и у неё нет будущего. Эллария тут же поправляется и предлагает Оленне «то, что хочет её сердце»: отмщение и правосудие. В этот момент на террасу входит Варис (Конлет Хилл) и приветствует сидящих дам словами: «Пламя и кровь» (девизом дома Таргариенов).

### За Стеной
Когда Бран (Айзек Хэмпстед-Райт), Мира (Элли Кендрик) и Бенджен (Джозеф Моул) оказываются возле Стены, Бенджен уходит, ведь магическая защита Стены не даёт мёртвым пересечь её. Мира помогает Брану добраться до чардрева, и он снова попадает в воспоминание об Эддарде Старке (Роберт Арамайо) в Башне Радости. Нед нашёл свою сестру Лианну Старк (Эшлинг Франчози), истекающую кровью после родов. Умирая, Лианна умоляла Неда позаботиться о её сыне, и Бран понимает, что это Джон Сноу.

### В Миэрине
Дейенерис (Эмилия Кларк) встречается с Даарио (Михиль Хаусман) и сообщает ему, что не берёт его с собой в Вестерос. Вместо этого он останется, чтобы от имени Дейенерис править Миэрином и остальной частью залива Драконов (новое название залива Работорговцев). Даарио объясняется ей в любви и говорит, что не жаждет трона, лишь бы быть рядом с любимой, но всё же следует приказу. Дейенерис вручает Тириону (Питер Динклэйдж) нагрудный знак Десницы королевы. С присоединением Вариса и кораблей из Дорна, Дома Тиреллов, Теона (Альфи Аллен) и Яры Грейджоев (Джемма Уилан), Дейенерис со своим объединённым войском и её ближайшие советники отправляются через Узкое море в Вестерос огромной армадой, над которой летят драконы.

## Производство

### Сценарий

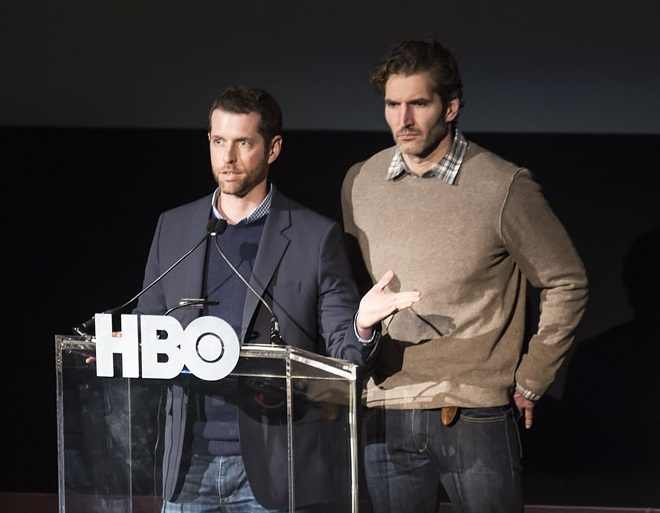
Сценарий к эпизоду написали создатели сериала Дэвид Бениофф и Д. Б. Уайсс.

Сценарий к «Ветрам зимы» был написан создателями сериала Дэвидом Бениоффом и Д. Б. Уайссом. Некоторые элементы в эпизоде основаны на предстоящем шестом романе из цикла «Песнь Льда и Огня», «Ветра зимы», автор которого, Джордж Р. Р. Мартин, надеялся завершить его до того, как шестой сезон выйдет в эфир. Он также адаптирует главу «Сэмвелл V» из «Пира стервятников» и содержит некоторые элементы из главы «Эпилог (Киван I)» из «Танца с драконами», изображающие смерть великого мейстера Пицеля. Эпизод стал самым длинным в истории шоу. Его продолжительность составляет 68 минут.
В сегменте «Inside the Episode», опубликованном HBO вскоре после выхода эпизода в эфир, Дэвид Бениофф рассказал об отношениях между Сансой Старк и Джоном Сноу по этому поводу в сезоне, сказав: «В течение этого сезона они стали действительно полагаться друг на друга, но она не полностью доверяет ему. Она не сказала ему о встрече с Мизинцем, она не сказала ему, что вызвала рыцарей Долины, тут определённо есть намёк на конфликт. Поэтому я думаю, что здесь присутствуют немного гнева по этому поводу и немного ревности, и что надо будет заострить внимание на эти отношения». Бениофф продолжил, ссылаясь на провозглашение Джона Сноу Королём Севера, отметив: «Мы видим вторую сцену 'Король Севера!' с Джоном, и думаю, что это было важно для нас, что это отсылает к первой сцене 'Король Севера!' Совсем другие обстоятельства, другая обстановка. В некотором смысле, воскрешение первой сцены должно было быть немного тревожным, потому что это был очень триумфальный момент, когда Робба назвали Королём Севера, но всё сложилось не очень хорошо для предыдущего Короля Севера. Так что я думаю, что мы должны немного волноваться за Джона, и в то же время это большой разворот и, знаете, для персонажа, который был мёртв в начале сезона, его провозглашают королём в конце всего этого. Он сделал всё хорошо. Он сделал всё хорошо за десять коротких эпизодов».
Д. Б. Уайсс также отметил по поводу смерти короля Томмена Баратеона: «Между тем, пока происходил взрыв, Томмен был один. Этот хрупкий, податливый, опустошённый ребёнок, по сути, сидит без кого-либо, кто мог бы утешить его, и если бы кто-то был там, он бы не выпрыгнул из этого окна. Она подвела его, и она одна подвела его здесь». Бениофф продолжил об изображении мышления Серсеи Ланнистер, сказав: «Я думаю, что сама идея того, что Серсея будет без своих детей, является довольно пугающей перспективой. Это было единственное, что действительно делало её человеком, знаете, её любовь к её детям. И какой бы ни был монстр, которым она иногда становилась, она была матерью, которая действительно по-настоящему любила своих детей, и вот теперь эти дети мертвы, и всё, что у неё осталось — это сила». В последующем интервью с «Deadline» после выхода эпизода в эфир, Уайсс заявил, что мышление Серсеи, после последствий этого эпизода, сыграют важную роль в сюжете следующего сезона.
В интервью с Айзеком Хэмпстед-Райтом, который изображает Брана в сериале, Райта спросили о значимости сцены, за которой Бран наблюдает у Башни Радости, на что Райт сказал: «Не думаю, что Бран знает, почему это важно, но он знает, что это важно, потому что он не увидел бы это, если бы это не было землетрясение, потому что всё, что мы многого узнали во время его видений, было довольно большим и важным, от создания первых Белых Ходоков до происхождения Ходора. Это явно ещё одна важная веха в истории Вестероса. Для Брана, он сидел там и явно думал: „Это не мой брат. Это мой двоюродный брат в каком-то смысле, но кто его отец? И почему мне показали это? И если я узнаю, кто является отцом, и почему мне нужно знать кто является отцом, тогда Джону надо быстро об этом знать“». Сцена не раскрывает ни имени сына Лианны Старк, ни имени его отца, в ней лишь присутствует переход от лица новорождённого к лицу Джона Сноу, что визуально передаёт его личность. HBO выпустило инфографику вскоре после выхода эпизода в эфир, которая подтверждает, что Нед Старк является опекуном Джона, а родителями Джона являются Лианна Старк и Рейгар Таргариен.
В отношении трансформации Арьи Старк, после её времени, проведённого в качестве ученика Многоликого Бога, Уайсс отметил в приложении «Inside the Episode»: «Мы все видим, откуда она идёт, она видела так много жестокости. Это тревожный рассказ, она начала как жёсткая и отважная девочка, и затем превратилась в кого-то, кто может перерезать человеку горло и улыбаться, когда она смотрит, как он истекает кровью».
Для финального кадра сезона, Бениофф чувствовал, что кадр Дейенерис, где она направляется в Вестерос, был монументальной частью в истории сериала, сказав: «Этот кадр флота Дени, плывущего из Залива работорговцев по Узкому морю домой, является самой большой вещью, которая произошла в шоу за всё время, это то, что мы ждали с пилотного эпизода первого сезона». Он продолжил: «Это была не гладкая дорога. Этот кадр, с которым мы всех оставили, это было настоящим кайфом наблюдать за ней, и Тирионом, стоящим рядом с ней, направляющимися на запад».

### Кастинг
В «Ветрах зимы» в последний раз появились несколько членов актёрского состава, и приглашённые звёзды сериала. Самым заметным из них был Дин-Чарльз Чэпмен, который изображал короля Томмена Баратеона, чей персонаж совершил самоубийство в эпизоде. Прежде чем появиться в роли Томмена, которого изначально играл Каллум Уорри, Чэпмен появился в третьем сезоне сериала в роли Мартина Ланнистера, второстепенного персонажа, который был также убит в шоу. Чэпмен заявил, что он узнал о смерти своего персонажа в ночь перед начальным настольным чтением сезона, сказав: «Я был в своём отеле, занимался своими делами, и мне позвонили. Я взял трубку, и, мгновенно, я знал, что это случится. Это были Дэвид Бениофф и Дэн Уайсс, два создателя шоу, и они констатировали факты. Но они сделали это очень красиво. Я не мог просить лучшего способа, чтобы эта новость дошла до меня. Их решение сказать мне заранее очень помогло мне, иначе я был бы в состоянии, когда я читал это в сценариях. Я бы наверное заплакал».
Актриса Натали Дормер, которую взяли на роль королевы Маргери Тирелл во втором сезоне шоу, также в последний раз появилась как член основного актёрского состава сериала. В отличие от Чэпмена, Дормер узнала о надвигающейся смерти своей героини приблизительно на шесть месяцев раньше остальных членов актёрского состава, сказав: «Я просила, во время создания пятого сезона, чтобы шоураннеры Дэвид Бениофф и Дэн Уайсс освободили меня от работы на шоу раньше обычного, чтобы я могла заняться другим проектом, и в итоге они звонят мне — и это был тот самый звонок. Но у меня впереди было ещё шесть месяцев нормальной работы. Они сказали: „Мы не собирались говорить тебе об этом ещё несколько месяцев, но мы не собираемся сейчас тебя освобождать, поэтому ты не можешь выполнять ту работу, которую ты действительно хочешь, и нам очень жаль из-за этого. Но, с другой стороны, мы скоро отпустим тебя в недалёком будущем.“ Это были хорошие новости, плохие новости — нет, ты не можешь сделать этого, но не волнуйся, у тебя очень скоро появятся много возможностей». Дормер также заявила о своём уходе: «Я очень много времени потратила, играя персонажа. У меня всегда будет небольшая жёлтая роза в моём сердце, и я думаю, что это было просто правильное время, если быть честной. Пришло время, чтобы история Вестероса двигалась дальше, и для её ухода настало подходящее время».
После своего появления в качестве приглашённого актёра в пятом сезоне, актёр Джонатан Прайс был повышен до члена основного актёрского состава в шестом сезоне. Прежде чем получить роль Его Воробейшества, Прайсу предложили сыграть другую роль в одном из предыдущих сезонов, но он отказался от этой роли. После того, как ему предложили роль Его Воробейшества, Прайс заявил, что он принял роль потому, что «Если бы роль не была тем, чем она оказалась для Его Воробейшества, я бы наверно не был причастен к этому. Я помню как начинал, и мой агент сказал: „Меняет ли персонаж ситуацию или он просто функционер“, и этот персонаж меняет ситуацию». Прайс добавил: «Как только я начал работать над „Игрой престолов“, я был невероятно впечатлён организацией, командой и они очень хороши в своей работе и повествовании, так что я стал поклонником шоу».
Повторяющиеся приглашённые актёры сериала Юджин Саймон, Джулиан Гловер, Роджер Эштон-Гриффитс, Финн Джонс и Иэн Гелдер, которые исполняли роли Ланселя Ланнистера, Пицеля, Мейса Тирелла, Лораса Тирелла и Кивана Ланнистера, соответственно, также в последний раз появились в сериале. Финн Джонс, которого взяли на главную роль в предстоящем сериале Marvel «Железный кулак», рассказал о своём уходе: «Я был в „Игре престолов“ шесть лет. Это была годовая занятость. Сейчас я на распутье и мне пришлось думать о том, что будет в будущем. Я был очень счастлив, что что-то подобное пришло в нужный момент», ссылаясь на «Железный кулак». Юджин Саймон также рассказал о том, как он узнал о своём уходе, сказав, что шоураннеры обещали «огромную сцену» для его персонажа в финале сезона, на что Саймон ответил: «За всё, что вы сделали за последние шесть лет, большое вам спасибо. Это замечательный способ умереть. Я очень, очень ценю это, и я с нетерпением жду, чтобы сделать это для вас».
В сцене с Башней Радости, роль Лианны Старк исполнила Эшлинг Франчози. Датский комик Франк Хвам сыграл клерка в Цитадели, хотя его реплики были дублированы, поскольку он не уверенно говорил на английском языке.

### Съёмки

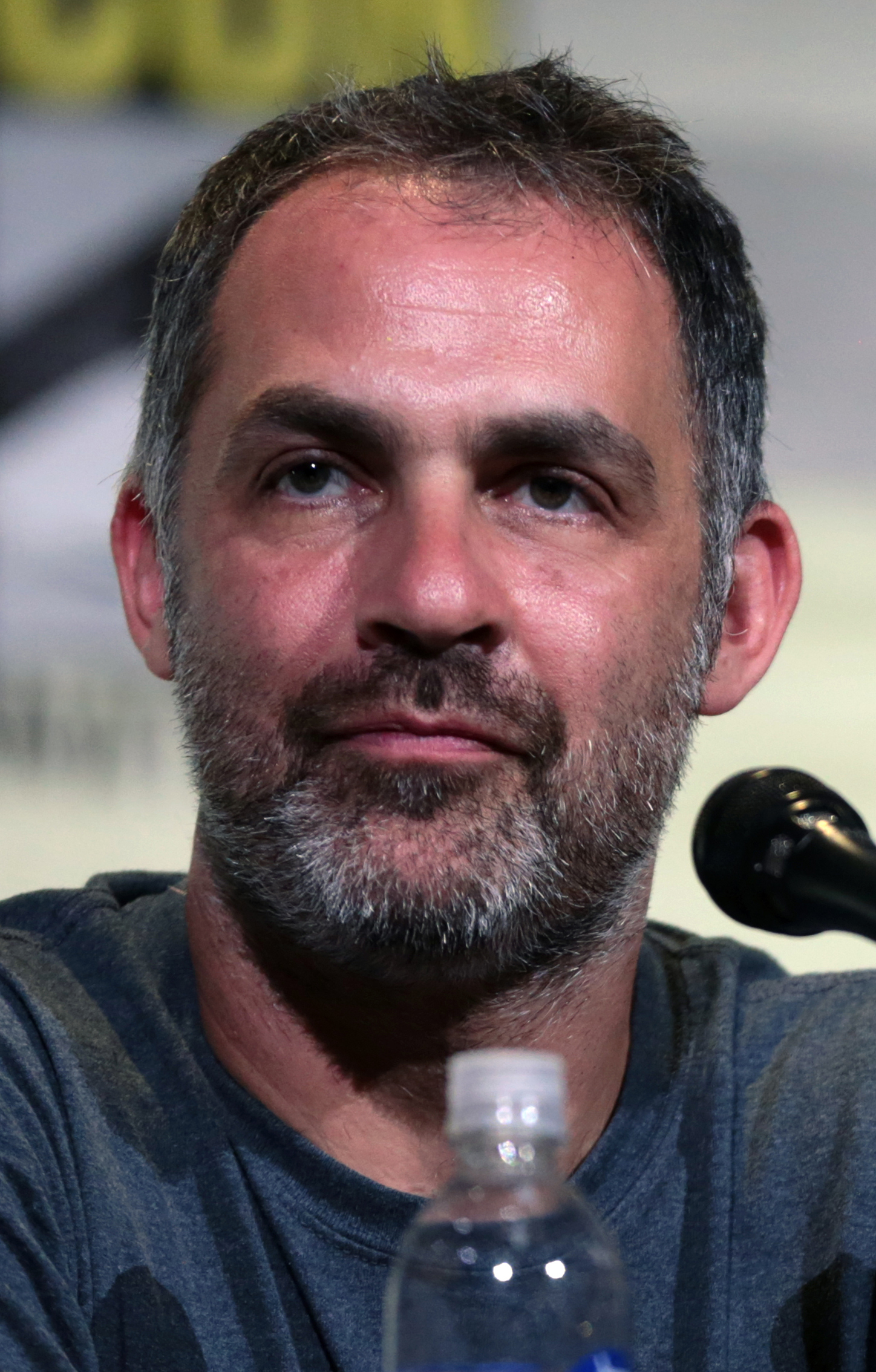
Мигель Сапочник стал режиссёром эпизода, своего четвёртого эпизода в сериале.

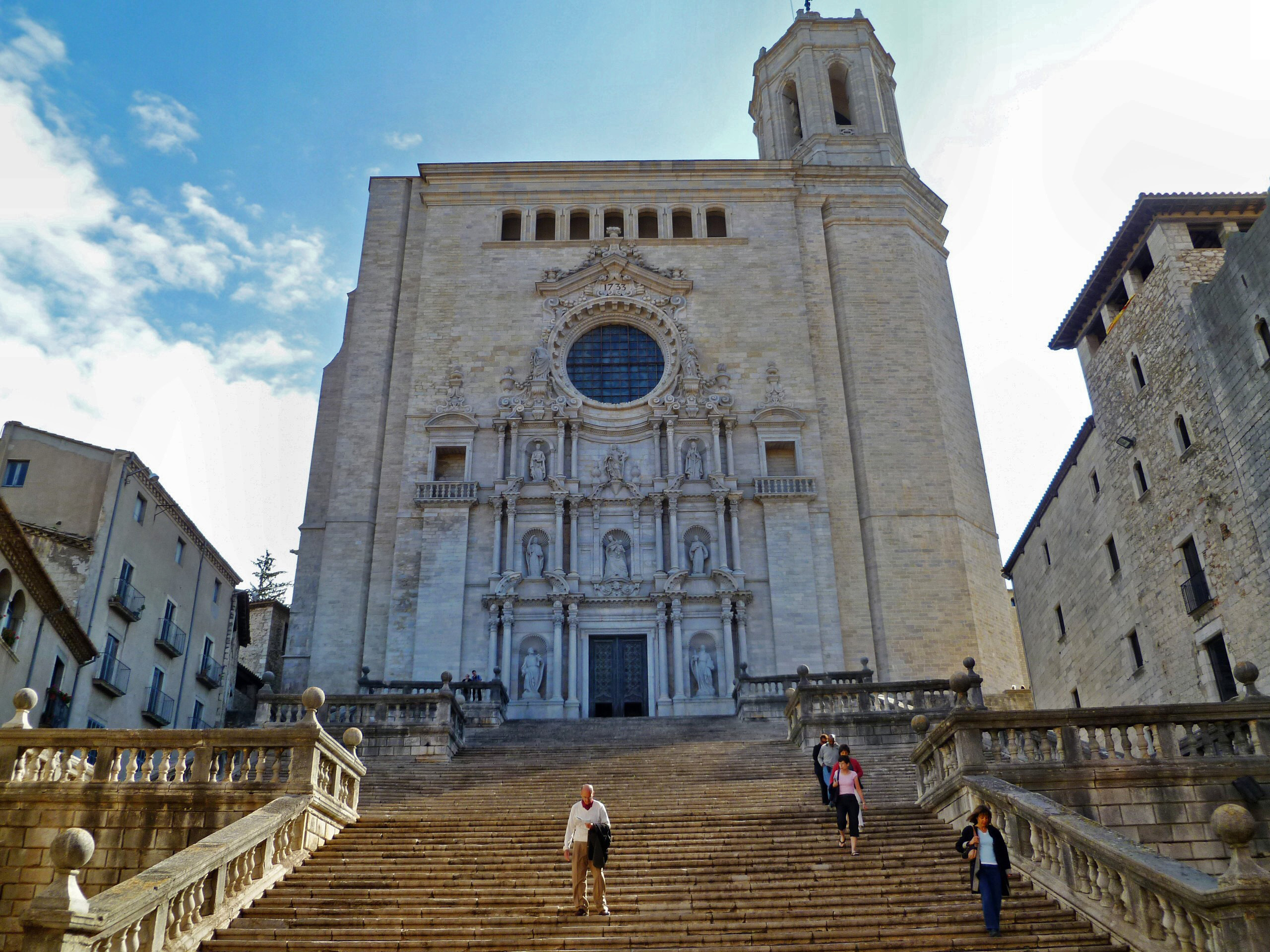
Собор в Жироне, Испании, представлял Великую Септу для натурных съёмок, с небольшим CGI изменением в здании.

Режиссёром «Ветров зимы» стал Мигель Сапочник. Сапочник ранее снял два эпизода пятого сезона, «Дар» и «Суровый Дом», и эпизод шестого сезона, «Битва бастардов». В интервью с «Access Hollywood», Сапочник рассказал о сценах в начале эпизода, в которых в основном не было диалогов, сказав: «Не поймите меня неправильно, я большой фанат умных и остроумных диалогов. Наверно именно из-за этого „Игра престолов“ довольно известна, и очень заслуженно, но мне нравится невербальная съёмка больше всего, наверно». Он продолжил тем, что начал проводить сравнение с фильмом «Схватка» с Робертом Де Ниро в главной роли, отметив: «Для меня, это было действительно великолепным кинопроизводством. И я рад любой возможности, к которой я могу попытаться приложить руку. С этой точки зрения, мне очень повезло в этом году и я очень благодарен».
В интервью с «Entertainment Weekly», Сапочник раскрыл, что взрыв дикого огня в Септе Бейелора изначально должен был быть виден снаружи, но после того, как раскадровка сцен также охватила кадры с Его Воробейшеством, Сапочнику удалось убедить Бениоффа и Уайсса сделать изменение в сценах. Сапочник также заявил по поводу сцен: «Центральным звеном сцены является по существу судебный процесс, а затем много маленьких сцен, окружающих её, снятых во многих различных местах съёмочной площадки, локациях и даже странах, так что потребовалось много времени, чтобы собрать все куски в систему редактирования и начать настоящий монтаж». Он также сказал, что основная цель сцены заключалась в том, чтобы «собрать все эти пересекающиеся сюжетные линии вокруг Королевской Гавани вместе и завершить их», и что музыка в сцене играла важную роль в отражении того, как сцены интонационно были обыграны на экране, похвалив при этом вступительную музыку Рамина Джавади. Жиронский собор в Жироне, Испании, был использован для натурных съёмок Септы Бейелора.
Дин-Чарльз Чэпмен, который изображал короля Томмена Баратеона, рассказал «The Hollywood Reporter» о съёмках сцены его смерти, сказав: «Я спрыгивал на мат для падений. Думаю, если бы я стоял на полу, то он доставал бы до моей груди. Но мат был довольно толстый. Наверное, я сделал это примерно 50 раз. Моё лицо было прилично покрыто синяками. Моё лицо приняло это». Юджин Саймон, который играл Ланселя Ланнистера, также рассказал о сцене своей смерти, рассказав о своих беседах с Сапочником: «Суть была в том, что когда Лансель тащил своё тело, ощущалось чувство того, что он пытается отбросить боль заколотого и парализованного человека в сторону настолько, насколько это возможно, чтобы попытаться поймать последний лучик надежды, попытаться спасти септу, а также спасти их жизни. И лишь в самые последние наносекунды кадра, вы понимаете, что дело проиграно». Саймон также заявил о съёмках финальной сцены Джонатана Прайса, который изображает Его Воробейшество: «У нас был очень большой, милый взрыв аплодисментов, когда это произошло. Я помню эту сцену очень хорошо; у нас было там 200 с чем-то актёров массовки, все из которых были очень привержены шоу. Они оставались там весь день и замечательно реагировали на все очень интенсивные моменты. Когда первая часть бомбы взрывается, все из них действительно выступали так, как будто там был мощный ядерный взрыв, происходящий под ними». Он продолжил: «У нас был большой взрыв аплодисментов и празднование после того, как была снята эта сцена, потому что я думаю, что мы все знали, что это будет довольно эпохальным. Мы попрощались с бесчисленным количеством Тиреллов, моим отцом Киваном Ланнистером, Его Воробейшеством и десятками других. Это был довольно удивительный день». По поводу невербального обмена между Джейме и Серсеей Ланнистерами, когда она сидела на Железном Троне, Сапочник заявил: «Я думал, что невербальный обмен был очень интересным моментом, но в сценарии не было ясно, чего именно хотели Дэвид Бениофф и Дэн Уайсс. Поэтому мы просто попробовали несколько вещей, следуя за интуицией, опираясь на то, что мы знали об этих персонажах, и то, что вы видите, было одной из версий того, что мы сняли. Что интересное было в монтаже, так это то, что я до сих пор не мог найти версию, которая, как я чувствовал, сработала бы, так что я полностью выбросил это из моей версии, но Дэвид и Дэн восстановили его и с большим эффектом. На самом деле, я больше не помню сцену без него. Думаю, он говорит 'нет', а она говорит 'слишком поздно'». Он продолжил: «Замечательная вещь в создании фильмов заключается в том, что вы делаете и переделываете свой фильм или эпизод несколько раз за время его существования. Во-первых на первом этапе сценария, во-вторых на стадии подготовки, когда вы планируете, как вы собираетесь сделать его. В-третьих на производстве, когда вы действительно идёте туда и вам надо изменить всё, и наконец, в монтаже, когда вы понимаете, что то, что вы считали что-то значило, означает нечто совершенно иное, когда вы ставите это до или после сопоставляющего или дополнительного кадра».
В том же интервью, Сапочника также спросили о том, как он создал чувство эмоции в сцене 'Король Севера', на что он сказал: «Это не было трудно. Я думаю, как фанаты, мы ждали этого давным-давно. Тем не менее, эту сцену было очень сложно снимать. Главным образом потому, что было невероятно жарко за те дни, когда мы снимали, все были в тяжёлых мехах и доспехах, Киту было очень плохо и все были забиты в этом месте, полном бараньих языков и куриных тушек, так что место стало довольно вонючим и вязким. Это также довольно длинная сцена, и тем не менее Белла сделала это, наверно, более 100 раз, всего лишь раз забыв одну реплику за всё время. Когда мы закончили сцену, она получила овации от всех актёров и съёмочной группы».
В интервью с «Vulture», Сапочника спросили, что сложнее всего было снимать, на что он ответил: «Последняя сцена, показывающая армаду, направляющуюся в Вестерос, была сложной, поскольку там было так много различных кораблей, а у нас был всего лишь один, который нам приходилось переодевать и снимать снова и снова. Также шли дожди и было холодно, когда мы снимали её, и там должен был быть средиземноморский климат. Эмилии Кларк стало так холодно, её челюсти неудержимо начали дрожать, и она полностью потеряла свой курс, о котором она должна была думать в этот момент, но несмотря на это, холод взял верх. Она просила меня помочь, так что я предложил ей просто напевать тему к „Игре престолов“ у неё в голове, пока мы снимали её и, видимо, это сработало, потому что это тот кадр, который мы использовали в финальном монтаже!».

### Костюмы

Художник по костюмам Мишель Клэптон вернулась в сериал, чтобы сделать платье и корону Серсеи Ланнистер, среди других костюмов.

Художник по костюмам Мишель Клэптон разработала большую часть недавно введённых костюмов и ювелирных изделий в «Ветрах зимы». Клэптон изначально покинула сериал, но вернулась для двух последних эпизодов сезона, чтобы разработать четыре различных костюма. В интервью с «Vanity Fair», Мишель Клэптон рассказала о значении платья и короны Серсеи Ланнистер в финале сезона. Клэптон заявила, что у неё было четыре-пять недель, чтобы создать платье, но как только она получила сценарий эпизода, она «сразу поняла» как должно выглядеть платье. Она заявила в интервью: «Я знала, что оно должно было быть кожаным, и я знала, что оно должно было быть связанным с Тайвином. Я хотела отчётливый, сильный силуэт, поэтому я расправила её плечи. Я также хотела, чтобы платье скользило по её лодыжкам, чтобы вы могли видеть её ноги — опять же, сила. Серебряные плечи оформлены по аналогии с золотой рукой Джейме — единственного человека, с которым у неё до сих пор есть что-то». Клэптон также отметила, что каждая часть платья представляет собой что-то, сказав: «Для Серсеи нет 'украшений'». Она заявила, что она также выбрала сделать платье чёрным, чтобы представить траур, а также «мертвенность внутри неё».
Клэптон, в отдельном интервью, также на вопрос о значении внешнего вида короны Серсеи, сказала: «Я решила сделать её в серебре, лишь со струйками золота, чтобы попытаться показать её изоляцию, её психическое высвобождение от её семьи. Нет отсылки к Баратеону; в этом больше нет нужды. Ей не нужно пытаться доказывать связь. В центре короны расположен символ льва — его грива представляет собой Железный Трон, её желание. Она сделала его собственным — она возрождается». Клэптон также раскрыла, что костюм короля Томмена Баратеона был предназначен для того, чтобы показать, как сильно его обязанности взвешены на него, а также его перевешивают украшения с камнями, на что Клэптон сказала: «Он был хорошим мальчиком. Слишком хорошим для этого».

### Музыка

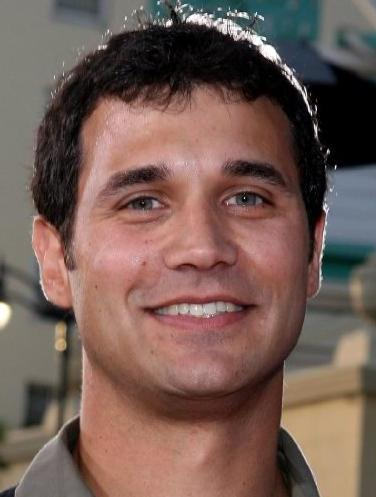
Композитор Рамин Джавади сочинил музыку к эпизоду.

Музыкальная партитура «Ветров зимы» была сочинена Рамином Джавади. Джавади работал над сериалом с момента его создания, а также сочинил главную тему шоу. В интервью с «The Hollywood Reporter», Джавади рассказал о композиции, которую он сочинил для начала эпизода, под названием «Light of the Seven», где в значительной степени играло пианино, что необычно для сериала. Джавади заявил: «Самым интересным для меня было использовать фортепиано. Когда мы начали сезон, шоураннеры Дэвид Бениофф и Дэн Уайсс, и Мигель Сапочник, режиссёр эпизода, протянули мне руку и сказали: „Что-то приближается к 10 эпизоду.“ Мы говорили о „Light of the Seven“ и том, какая должна быть новая музыка. Любая тема персонажа могла перегрузить её, а мы не хотели перегружать аудиторию. И вдруг Мигель придумал: „А как насчёт фортепиано?“ Мы обсудили это. Фортепиано не совсем входит в язык музыки „Игры престолов“».
Он продолжил: «Всё это казалось идеальной подгонкой. То, что было великолепным в этой сцене, так это то, что там нет никакого диалога. Она длится 9 минут. Я знал, что я должен был начать с минимального и дать больше места. Дать мелодии звенеть, затем дать ей место, а потом наращивать предвосхищение грядущего, не отклоняясь в каком-либо направлении». Джавади заявил, что он воздержался от использования типичной темы Ланнистеров, «The Rains of Castamere», чтобы создать больше загадочности. Мелодия также включала двух маленьких мальчиков, поющих в унисон, а Джавади описал, как он собрал все отдельные кусочки музыки вместе, сказав: «Мальчиков я записал отдельно. Все струнные я записал вместе. Даже сольные инструменты я записал отдельно — соло-скрипки и соло-виолончели были записаны отдельно. На фортепиано я сам играл. А также и на органе».
Когда его спросили в отдельном интервью об общем процессе сочинения музыки и о том, как он использовал это в эпизоде, Джавади раскрыл: «Я сижу с Дэвидом и Дэном и мы делаем то, что называется сеансом обнаружения, где мы просматриваем весь эпизод и затем обсуждаем, когда музыка должна начаться и остановиться. Все очень активно участвуют в этом. И с этим постоянно играют. Я люблю „Игру престолов“ за то, что позиционирование музыки очень хорошо сделано, потому что с ней не перестарались. Когда появляется музыка, то по этому поводу действительно есть что сказать». «Light of the Seven» достиг первого места на «Spotify» среди 50 вирусных чартов во время его выпуска.
Эпизод также включал главную тему шоу в сцене «Король Севера» с Джоном Сноу в Винтерфелле. Похвала от критиков была направлена на музыкальное сопровождение к эпизоду. Лили Луфбуроу из «The Week» назвала его «настоящим победителем» финала сезона.

## Реакция

### Рейтинги
«Ветров зимы» посмотрели 8,89 миллионов американских зрителей во время оригинального показа, что намного больше по сравнению с рейтингом предыдущей недели, который составляет 7,66 миллионов зрителей, у эпизода «Битва бастардов», и что делает его самым просматриваемым эпизодом в истории сериала.

### Реакция критиков
«Ветра зимы» получил всеобщее признание от критиков, которые назвали его одним из лучших эпизодов сериала. Он получил рейтинг 100 % на сайте Rotten Tomatoes на основе 56 отзывов, со средним рейтингом 9.6 из 10. Консенсус сайта гласит: «„Ветра зимы“ показывает всё самое лучшее за своё самое продолжительное время, и является потенциально лучшим финалом сезона в сериале». Он удерживает рейтинг 10/10 на сайте IMDb, став одним из 4 эпизодов, которые достигли такого рейтинга, и вторым подряд эпизодом «Игры престолов», который достиг такого рейтинга, после «Битвы бастардов». Он также стал одним из самых оцениваемых эпизодов телевидения на IMDb, собрав более чем 100 000 голосов.
Мэтт Фоулер из IGN написал в своём интервью об эпизоде: «Истории на Севере и в Миэрине были немного тихими, поскольку все их действия были показаны на прошлой неделе, оставив большой заговор Серсеи по разрушению Септы и всех, кто был в ней, как большой напряжённый и взрывчатый комплект этого финала. В других местах были большие откровения и убийства из мести, которые помогли сложить всё в очень удивительный и удовлетворяющий финал сезона». Он продолжил тем, что хвалил то, как обыграли сцену суда на экране, написав: «Фактическая постановка, развитие суда и жестокая расплата были очень крутыми, в сочетании с всеми, кто одевался, маленькими кусочками головоломки, встающими на своё место, пташками, ведущими людей к их смерти, и отличной музыкой Рамина Джавади». Он дал эпизоду рейтинг 9.5 из 10. Майкл Калия из «The Wall Street Journal» также похвалил эпизод, написав: «Это хорошо, что финал сезона был полон массовых событий, связывал несколько сюжетных нитей, при этом оставляя некоторые другие болтаться самым дразнящим способом. Это был самый завершённый эпизод „Игры престолов“ на данный момент и, возможно, лучший», Он также написал: «Дени и её флот наконец отплывает в Вестерос, её великие драконы отбрасывают тени над волнами. Всё началось».

### Награды
| Год  | Награда                                     | Категория                                            | Номинант(ы)                            | Результат | Прим.         |
| ---- | ------------------------------------------- | ---------------------------------------------------- | -------------------------------------- | --------- | ------------- |
| 2016 | 68-я церемония прайм-таймовой премии «Эмми» | Лучшая актриса второго плана в драматическом сериале | Лена Хиди за роль Серсеи Ланнистер     | Номинация | [ 42 ] [ 43 ] |
| 2016 | 68-я церемония творческой премии «Эмми»     | Лучшие костюмы в фэнтезийном сериале                 | Мишель Клэптон, Хлоя Обри, Шина Уикэри | Победа    | [ 42 ] [ 43 ] |
| 2016 | Премия Gold Derby 2016                      | Лучший драматический эпизод                          |                                        | Номинация | [ 44 ]        |
| 2017 | Премия Гильдии сценаристов США (2016)       | Лучший эпизод драматического сериала                 | Дэвид Бениофф и Д. Б. Уайсс            | Номинация | [ 45 ]        |